# Cletodes carthaginiensis
Cletodes carthaginiensis är en kräftdjursart som beskrevs av Albert Monard 1935. Cletodes carthaginiensis ingår i släktet Cletodes och familjen Cletodidae. Inga underarter finns listade i Catalogue of Life.